# Pariambia pulla
Pariambia pulla är en fjärilsart som beskrevs av Swinhoe 1885. Pariambia pulla ingår i släktet Pariambia och familjen nattflyn. Inga underarter finns listade i Catalogue of Life.